# Garrett (Illinois)
Garrett è un villaggio degli Stati Uniti d'America, situato nello Stato dell'Illinois, nella contea di Douglas.